# بريدغس (كورنوال)
بريدغس (بالإنجليزية: Bridges, Cornwall)‏ هي قرية تقع في المملكة المتحدة في كورنوال.